# Thomas Cailley
Thomas Cailley (pronunciación en francés: /tɔma kajɛ/; nacido el 29 de abril de 1980) es un guionista y director de cine francés. En 2014, hizo su debut como director de largometraje con Love at First Fight, que ganó tres premios César, incluido el de Mejor Ópera Prima.

## Biografía
Nacido en Clermont-Ferrand, Cailley estudió en el Instituto de Estudios Políticos de Burdeos. Tras realizar estudios generales, pasó tres años trabajando en una productora de documentales para televisión. En 2007, ingresó a La Fémis, estudiando en el departamento de guion.

## Filmografía
| Año  | Título                      | Role                         | notas                                                       | Ref(s) |
| ---- | --------------------------- | ---------------------------- | ----------------------------------------------------------- | ------ |
| 2009 | À domicile                  | Guionista                    | Cortometraje dirigido por Bojina Panayotova                 |        |
| 2011 | París Shanghái              | Director/Escritor/Compositor | Cortometraje                                                | [ 6 ]  |
| 2012 | Baba Noël                   | Guionista                    | Cortometraje dirigido por Walid Mattar                      | [ 5 ]  |
| 2012 | Le premier pas              | Guionista                    | Cortometraje dirigido por Jonathan Lennuyeux-Comnène        | [ 5 ]  |
| 2014 | Les Combattants             | Director/Guionista           | Largometraje                                                | [ 7 ]  |
| 2015 | Louise Attaque : "Anomalía" | Director                     | Video musical                                               | [ 8 ]  |
| 2016 | Ma révolution               | Guionista                    | Dirigida por Ramzi Ben Sliman                               |        |
| 2016 | Trepalium                   | Guionista                    | Miniserie de TV, dirigida por Vincent Lannoo                |        |
| 2018 | Ami-ami                     | Guionista                    | Dirigida por Víctor Saint Macary                            | [ 9 ]  |
| 2018 | Ad Vitam                    | Director/Guionista           | Miniserie de TV, codirigida 3 episodios con Manuel Schapira | [ 10 ] |
| 2023 | El reino de los animales    | Director/Guionista           | Largometraje                                                |        |